# Dyrtidsregulering
Dyrtidsregulering var en regulering af løn og visse offentlige overførselsindkomster, f.eks. folkepension, der blev indført i 1919 og afskaffet i 1987. Reguleringen fulgte udviklingen i priserne og byggede på det reguleringspristal, som Danmarks Statistik offentliggjorde fire gange årligt. Hver gang pristallet steg tre point, udløstes en dyrtidsportion. 
Indtil 1975 havde de fleste offentligt ansatte og visse privatansatte funktionærer en procentvis regulering, hvilket betød at dyrtidsportionerne blev større for de højtlønnede end for de lavtlønnede. Fra 1976 til 1982 blev en del af dyrtidsreguleringen indefrosset i Lønmodtagernes Dyrtidsfond.
Ordningen var fra 1970'erne politisk omstridt. Den blev suspenderet i 1983 og afskaffet endeligt i 1987 som led i bekæmpelse af inflationen. 